# جوایز منتقدان فیلم بوسان
جوایز منتقدان فیلم بوسان (انگلیسی: Busan Film Critics Awards) در سال ۲۰۰۰ راه‌اندازی شد و توسط انجمن منتقدان فیلم بوسان (بی‌سی‌اف‌ای)، یک گروه کوچک اما مستقل شامل منتقدان مستقر در بوسان، کره جنوبی اداره می‌شد. آنها هر سال انتخاب‌های خود را کمی از قبل از افتتاحیه جشنواره بین‌المللی فیلم بوسان (بی‌آی‌اف‌اف) اعلام می‌کنند و سپس مراسمی در این جشنواره برای اهدای جوایز برگزار می‌شود. انتخاب‌های آنها تحت تأثیر افکار عمومی نیست و بلکه تلاشی جدی و متفکرانه برای قضاوت دربارهٔ بزرگ‌ترین دستاوردهای هر سال است.